# Paranandra aletretioides
Paranandra aletretioides là một loài bọ cánh cứng trong họ Cerambycidae.